# 佐野利勝
佐野 利勝（さの としかつ、1918年 - 2006年）は、ドイツ文学者。京都大学・滋賀医科大学名誉教授。

## 経歴
1918年、大阪府に生れる。1941年、京都帝国大学経済学部を卒業。同大学文学部独文科に進んで1946年に卒業。
卒業後は、母校の京都大学教養部教授。1982年に定年退官し、名誉教授となる。その後は滋賀医科大学教授として教鞭をとった。

## 翻訳
- オルテガ『大衆の叛逆』 筑摩書房 1953
- マックス・ピカート『われわれ自身のうちなるヒットラー』 筑摩書房 1955
  - 『われわれ自身のなかのヒトラー』 みすず書房 1965、新版2018
- エトヴィン・フィッシャー『音楽を愛する友へ』 新潮社〈一時間文庫〉1955、単行版1958 / 新潮文庫 1977
  - 増訂版『音楽観想』 みすず書房〈みすずライブラリー〉1999
- マックス・ピカート『ゆるぎなき結婚』 みすず書房 1957
- エドヴィン・フィッシャー『ベートーヴェンのピアノソナタ』 木村敏共訳、みすず書房 1958、新版1978
- マックス・ピカート『人間とその顔』 みすず書房 1959
- マックス・ピカート『騒音とアトム化の世界』 創文社 1959 / みすず書房 1971、新版1983
- アルブレヒト・ゲース『不安の夜』 岩橋保共訳、みすず書房 1960
- ヴィクトール・フランクル『識られざる神』 木村敏共訳、みすず書房 「著作集7」1962 / 同「セレクション3」 2002、新版2016
- マックス・ピカート『神よりの逃走』 坂田徳男・森口美都男共訳、みすず書房 1963
- マックス・ピカート『沈黙の世界』 みすず書房 1964、新版2021ほか
- テーオドール・ボヴェー『人生の道しるべ』 麦倉達生共訳、ヨルダン社「著作集 1」1973
- ゴットフリート・ケラー『マルティン・ザランダー』 麦倉達生共訳、松籟社「作品集 4」 1992